# Markis Kido
Markis Kido  (ngày 11 tháng 8 năm 1984 – ngày 14 tháng 6 năm 2021) là một tay vợt cầu lông nam người Indonesia, là một trong những tay vợt đôi nam hàng đầu thế giới. Anh đã giành huy chương vàng nội dung đôi nam tại Thế vận hội Mùa hè 2008 cùng với Hendra Setiawan.

## Sự nghiệp
Năm 2005, cùng với Hendra Setiawan, anh chiến thắng tại nội dung đôi nam ở Giải vô địch cầu lông châu Á và Indonesia Mở rộng. Cũng trong năm 2006, họ chiến thắng tại các giải Truyền hình Jakarta, giải Cầu lông Hồng Kông Mở rộng và giải Cầu lông Trung Quốc mở rộng sau khi đánh bại đương kim vô địch Giải vô địch cầu lông Thế giới 2006, Cai Yun và Fu Haifeng của Trung Quốc trong trận chung kết.
Năm 2007 là một năm thành công với Kido và Setiawan. Họ giành chức vô địch thế giới sau khi đánh bại Jung Jae-sung và Lee Yong-dae của Hàn Quốc, 21–19 và 21–19, trong trận chung kết Giải vô địch thế giới ở Kuala Lumpur, Malaysia. Họ cũng giành chức vô địch Trung Quốc mở rộng sau khi đánh bại Guo Zhendong và Xie Zhongbo của Trung Quốc và World Cup Invitation sau khi đánh bại Mohd. Fairuzizuan Mohd. Tazari và Lin Woon Fui của Malaysia ở Ích Dương, Hồ Nam. Trong tháng 7 họ về nhì tại giải Masters Trung Quốc, lần này họ đã thất bại trước Cai Yun và Fu Haifeng, 15–21, 16–21. Họ thắng giải Grand Prix Gold Đài Loan vào tháng 9 trước cặp đôi kỳ cựu Lars Paaske và Jonas Rasmussen của Đan Mạch. Vào tháng 12 họ thắng giải Hồng Kông Mở rộng sau khi vượt qua hai trong số những tay vợt xuất sắc nhất lúc đó của Indonesia là Candra Wijaya và Tony Gunawan 21–12, 18–21, 21–13 trong trận chung kết. Tại Đại hội thể thao Đông Nam Á ở Thái Lan, họ giúp Indonesia giành huy chương vàng Đồng đội nam, và giành huy chương vàng Đôi nam cho cá nhân sau khi đánh bại Hendri Kurniawan Saputra và Hendra Wijaya, hai tay vợt gốc Indonesia thi đấu cho Singapore.
Tháng 1 năm 2008 họ thắng giải Malaysia Mở rộng. Tháng 8 năm 2008 họ được giành giải thưởng danh giá nhất của mình, tại Thế vận hội Bắc Kinh 2008. Họ giành huy chương vàng Đôi nam sau khi đánh bại Cai Yun và Fu Haifeng của Trung Quốc 12–21, 21–11, 21–16, nhờ đó phục thù thất bại tại giải Masters Trung Quốc 2007. Tháng 9 năm 2008 Setiawan cùng với Kido thắng giải Super Series Masters Trung Quốc sau khi đánh bại cặp đôi của Trung Quốc Sun Junjie và Xu Chen tại trận chung kết. Vào tháng 10 họ thắng giải Đan Mạch Mở rộng sau khi đánh bại một cặp đôi khác của Trung Quốc, Fu Haifeng và Shen Ye trong trận chung kết. Vào tháng 11 tại Paris, họ có thêm chức vô địch Pháp mở rộng sau khi tiếp tục đánh bại một cặp đôi Trung Quốc khác, Cai Yun và Xu Chen.
Tháng 1 năm 2009 họ thắng giải Malaysia Mở rộng. Tháng 9 năm 2009 họ thắng giải Nhật Bản mở rộng sau khi đánh bại một cặp đôi Indonesia khác, Rian Sukmawan và Yonathan Suryatama 21–19 và 24–22 trong trận chung kết. Tháng 10 năm 2009 họ thắng giải Pháp Mở rộng.
Ngày 17 tháng 12 năm 2009, họ đánh bại cặp đôi Malaysia Koo Kien Keat / Tan Boon Heong để giành Huy chương vàng Đại hội Thể thao Đông Nam Á 2009.
Họ tiếp tục chứng tỏ sự thống trị khi giành Huy chương vàng tại Đại hội Thể thao châu Á 2010 ở Quảng Châu, Trung Quốc sau khi đánh bại Koo Kien Keat và Tan Boon Heong.

### Tham dự cùng Đội tuyển Indonesia
- 1 lần ở Cúp Sudirman (2007)
- 3 lần ở Cúp Thomas (2006, 2008, 2010)

## Cuộc sống cá nhân
Anh bắt đầu chơi cầu lông tại câu lạc bộ cầu lông Jaya Raya Jakarta. Bố mẹ anh là Djumharbey Anwar (bố) and Yul Asteria Zakaria (mẹ). Lúc rảnh rỗi anh thường chơi bóng đá.
Em trai anh, Bona Septano, và em gái, Pia Zebadiah Bernadet, đều là thành viên của đội tuyển cầu lông quốc gia Indonesia.

## Thành tích
Đôi nam nữ cùng với Pia Zebadiah Bernadet
| Năm                                   | Giải đấu | Địa điểm | Thành tích |
| ------------------------------------- | -------- | -------- | ---------- |
| 2013                                  |          |          |            |
| SCG Thailand Open Grand Prix Gold     | Thái Lan | Vô địch  |            |
| 2012                                  |          |          |            |
| Yonex Sunrise Vietnam Open Grand Prix | Việt Nam | Vô địch  |            |

Đôi nam cùng với Alvent Yulianto Chandra
| Năm                         | Giải đấu | Địa điểm | Thành tích |
| --------------------------- | -------- | -------- | ---------- |
| 2012                        |          |          |            |
| Yonex Dutch Open Grand Prix | Hà Lan   | Vô địch  |            |

Đôi nam cùng với Hendra Setiawan
| Năm                                        | Giải đấu    | Địa điểm | Thành tích |
| ------------------------------------------ | ----------- | -------- | ---------- |
| 2012                                       |             |          |            |
| Li-Ning Singapore Open Super Series        | Singapore   | Vô địch  |            |
| Yonex Australian Badminton Open            | Australia   | Vô địch  |            |
| 2010                                       |             |          |            |
| Malaysia Open Grand Prix Gold              | Malaysia    | Vô địch  |            |
| Yonex-Sunrise Hongkong Open Super Series   | Hồng Kông   | Á quân   |            |
| Asian Games Men's Doubles                  | Trung Quốc  | Vô địch  |            |
| 2009                                       |             |          |            |
| Sea Games Men's Doubles                    | Lào         | Vô địch  |            |
| Aviva Singapore Open Super Series          | Singapore   | Á quân   |            |
| Badminton Asia Championships               | Hàn Quốc    | Vô địch  |            |
| Yonex Japan Open Super Series              | Nhật Bản    | Vô địch  |            |
| French Open Super Series                   | Pháp        | Vô địch  |            |
| 2008                                       |             |          |            |
| Olympic Beijing                            | Trung Quốc  | Vô địch  |            |
| Malaysia Open Super Series                 | Malaysia    | Vô địch  |            |
| China Master Super Series                  | Trung Quốc  | Vô địch  |            |
| Denmark Open Super Series                  | Đan Mạch    | Vô địch  |            |
| French Open Super Series                   | Pháp        | Vô địch  |            |
| Wilson Swiss Open                          | Thụy Sĩ     | Á quân   |            |
| 2007                                       |             |          |            |
| BWF World Championships                    | Malaysia    | Vô địch  |            |
| China Open Super Series                    | Trung Quốc  | Vô địch  |            |
| Sea Games Men's Doubles                    | Thái Lan    | Vô địch  |            |
| Chinese Taipei Open Grand Prix Gold        | Đài Loan    | Vô địch  |            |
| Hongkong Open Super Series                 | Hồng Kông   | Vô địch  |            |
| China Master Super Series                  | Trung Quốc  | Á quân   |            |
| 2006                                       |             |          |            |
| Hongkong Open Super Series                 | Hồng Kông   | Vô địch  |            |
| China Open Super Series                    | Trung Quốc  | Vô địch  |            |
| Djarum Indonesia Open Super Series Premier | Indonesia   | Á quân   |            |
| 2005                                       |             |          |            |
| Sea Games Men's Doubles                    | Philippines | Vô địch  |            |
| Badminton Asia Championships               | Ấn Độ       | Vô địch  |            |
| Indonesia Open Super Series Premier        | Indonesia   | Vô địch  |            |
| 2004                                       |             |          |            |
| Denmark Open                               | Đan Mạch    | Á quân   |            |